# Villalmanzo
Villalmanzo ist ein Ort und eine Gemeinde (municipio) mit 408 Einwohnern (Stand: 2024) im Zentrum der Provinz Burgos in der Autonomen Gemeinschaft Kastilien und León. Villalmanzo liegt in der Comarca Arlanza.

## Lage und Klima
Die Gemeinde Villafruela liegt etwa 35 Kilometer südlich der Provinzhauptstadt Burgos in einer Höhe von ca. 858 m. Das Klima ist gemäßigt bis warm; Regen (ca. 602 mm/Jahr) fällt übers Jahr verteilt.
Das Gemeindegebiet gehört zum Weinbaugebiet Arlanza. Durch das Gemeindegebiet führt die Autovía A-1.

## Sehenswürdigkeiten
- Kirche Mariä Himmelfahrt (Iglesia San Lorenzo)

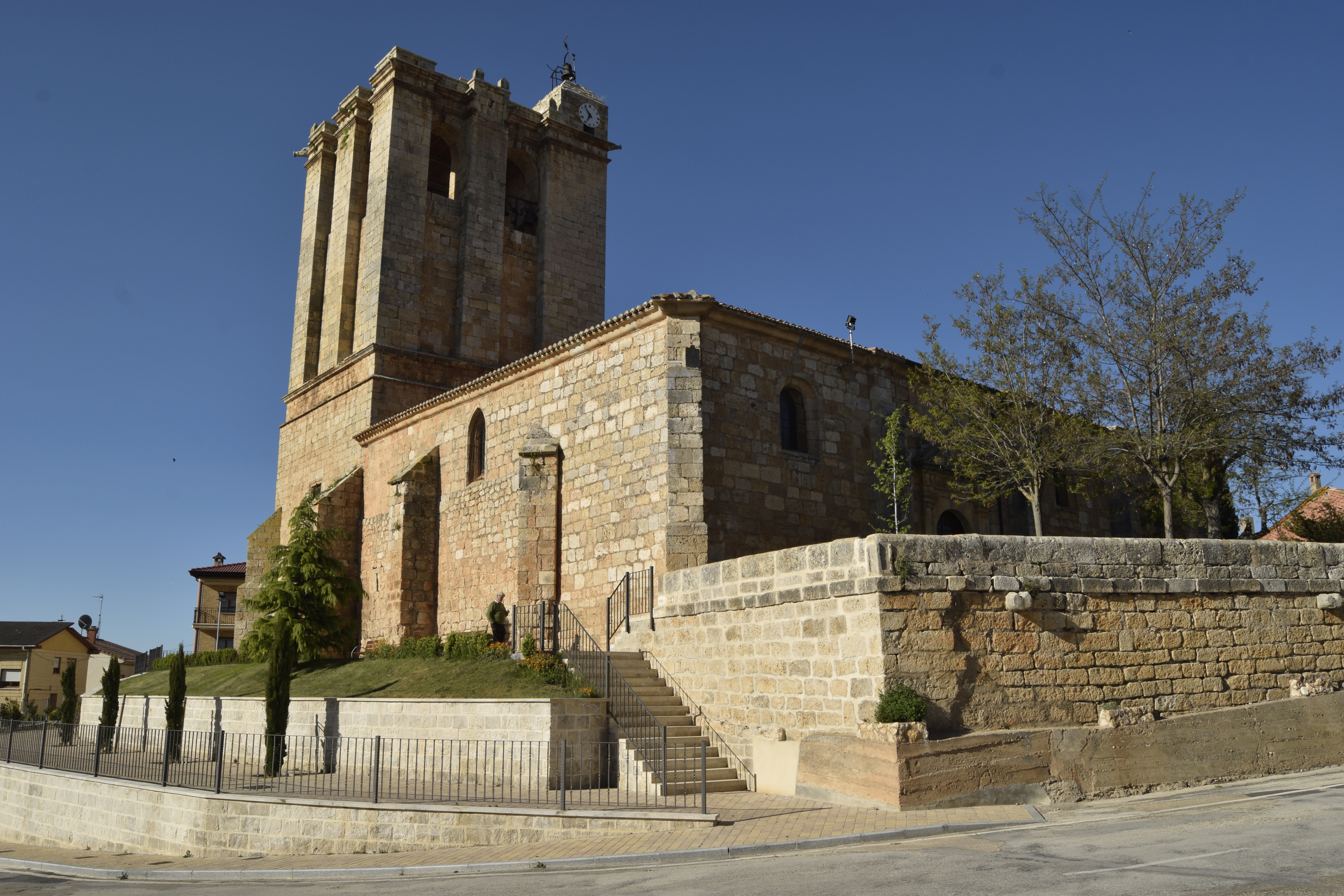
Himmelfahrtskirche

## Gemeindepartnerschaft
Mit der philippinischen Gemeinde Baler besteht eine Partnerschaft.